# Alexis Bbakka
Alexis David Bbakka (13 settembre 1995) è un calciatore ugandese, attaccante dell'FC Rosengård.

## Carriera

### Club
Ha iniziato a giocare in patria nei settori giovanili del Simba FC e del Kampala JT Rwenshama. Nel 2014, firma il suo primo contratto da calciatore, con gli svedesi del Sufstars, militanti nella sesta divisione. Nel 2015, si trasferisce al Tenhults IF, in quarta serie. Nel 2017, firma un contratto con l'Umeå FC, formazione militante in terza serie. Rimane qui fino al termine della stagione 2018. Nel 2019, gioca sempre in terza serie, questa volta con il Carlstad Utd. In vista della stagione 2020, fa ritorno all'Umeå, sempre in terza serie, rimanendovi fino al termine della stagione 2022.

### Nazionale
Esordisce con la nazionale ugandese il 9 giugno 2019, nell'amichevole casalinga pareggiata 0-0 contro il Turkmenistan. Il 13 novembre 2019, gioca la sua seconda partita in nazionale, un altro 0-0, questa volta in trasferta, contro il Burkina Faso, incontro valido per le qualificazioni alla Coppa delle nazioni africane 2021.

## Statistiche

### Cronologia presenze e reti in nazionale
| Cronologia completa delle presenze e delle reti in nazionale ― Uganda | Cronologia completa delle presenze e delle reti in nazionale ― Uganda | Cronologia completa delle presenze e delle reti in nazionale ― Uganda | Cronologia completa delle presenze e delle reti in nazionale ― Uganda | Cronologia completa delle presenze e delle reti in nazionale ― Uganda | Cronologia completa delle presenze e delle reti in nazionale ― Uganda | Cronologia completa delle presenze e delle reti in nazionale ― Uganda | Cronologia completa delle presenze e delle reti in nazionale ― Uganda |
| Data                                                                  | Città                                                                 | In casa                                                               | Risultato                                                             | Ospiti                                                                | Competizione                                                          | Reti                                                                  | Note                                                                  |
| --------------------------------------------------------------------- | --------------------------------------------------------------------- | --------------------------------------------------------------------- | --------------------------------------------------------------------- | --------------------------------------------------------------------- | --------------------------------------------------------------------- | --------------------------------------------------------------------- | --------------------------------------------------------------------- |
| 9-6-2019                                                              | Abu Dhabi                                                             | Uganda                                                                | 0 – 0                                                                 | Turkmenistan                                                          | Amichevole                                                            | -                                                                     | 58’                                                                   |
| 13-11-2019                                                            | Ouagadougou                                                           | Burkina Faso                                                          | 0 – 0                                                                 | Uganda                                                                | Qual. Coppa d'Africa 2021                                             | -                                                                     | 91’                                                                   |
| Totale                                                                |                                                                       | Presenze                                                              | 2                                                                     |                                                                       | Reti                                                                  | 0                                                                     |                                                                       |